# Kamenko Kesar
Kamenko Kesar, slovenski pisatelj, * 2. februar 1970. 
Živi v Ljubljani. Poročen je z Alenko Kesar. 